# Aristida gypsophila
Aristida gypsophila är en gräsart som beskrevs av Alan Ackerman Beetle. Aristida gypsophila ingår i släktet Aristida och familjen gräs. Inga underarter finns listade i Catalogue of Life.